# Harmothoe hirsuta
Harmothoe hirsuta är en ringmaskart som beskrevs av Johnson 1897. Harmothoe hirsuta ingår i släktet Harmothoe och familjen Polynoidae. Inga underarter finns listade i Catalogue of Life.